# Christopher Holmes, Baron Holmes of Richmond

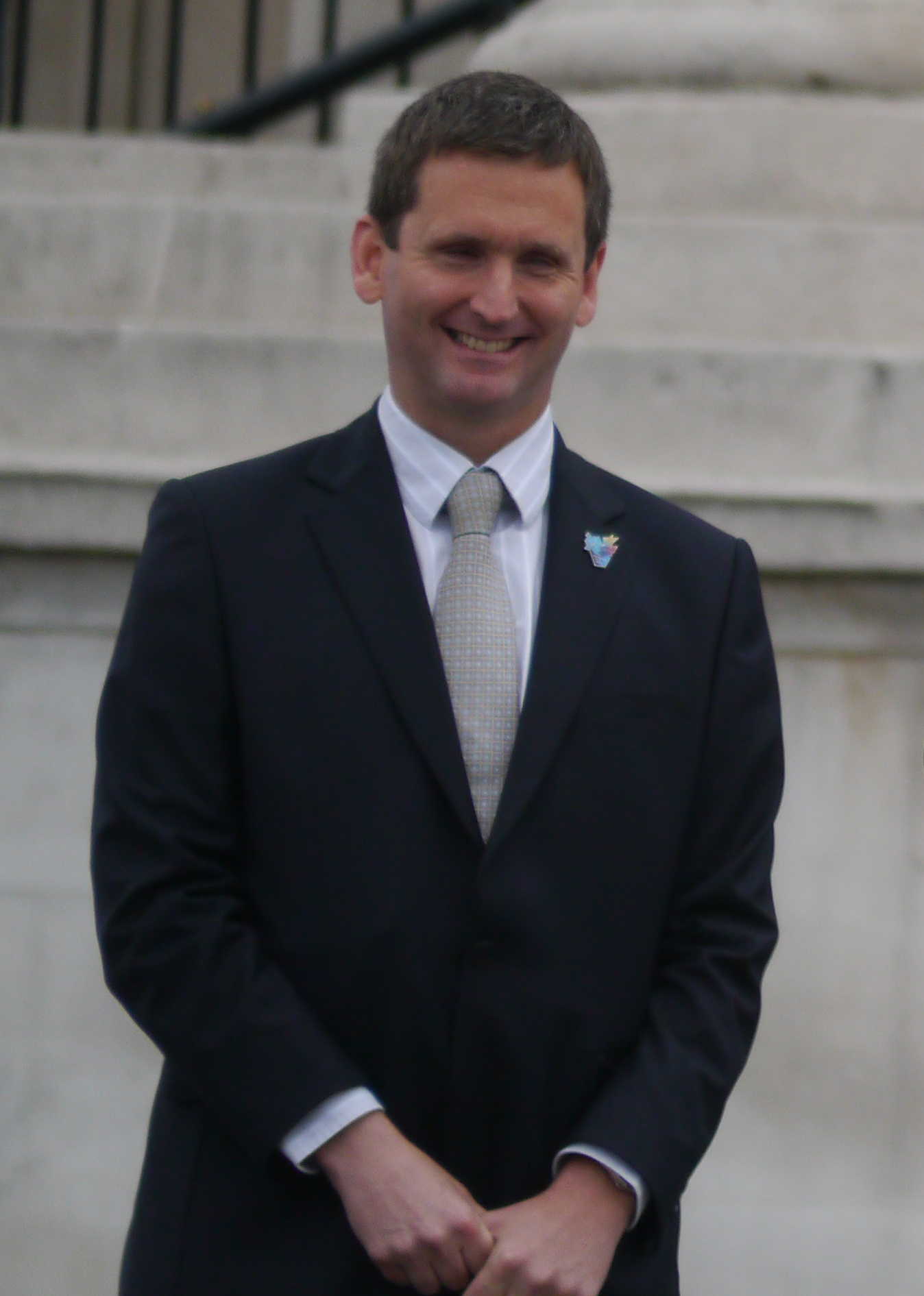
Chris Holmes 2012

Christopher Holmes, Baron Holmes of Richmond, MBE (* 15. Oktober 1971 in Peterborough) ist ein britischer ehemaliger Schwimmsportler und Politiker der Conservative Party. Seit September 2013 ist er als Life Peer Mitglied des House of Lords.

## Leben
Holmes besuchte die Harry Cheshire Comprehensive School (seit September 2002: Baxter College) in Kidderminster in der Grafschaft Worcestershire. Bereits als Jugendlicher war er als Schwimmer aktiv. Als Teenager erkrankte er im Alter von 14 Jahren an Familiär exsudativer Vitreoretinopathie (FEVR), einer seltenen genetischen Augenerkrankung, die eine unvollständige Vaskularisation der peripheren Netzhaut zur Folge hat. Die Erkrankung trat bei Holmes unerwartet ein; er wachte eines Morgens in seinem Bett auf und konnte nicht mehr sehen. Bei Holmes führte die Krankheit zu bleibender, vollständiger Erblindung. Er trat in den City of Birmingham Swimming Club in Birmingham ein und trainierte weiter als Schwimmer; er unterzog sich dort dem regulären Trainingsprogramm, das alle Sportler absolvierten, die an Olympischen Spielen teilnehmen wollen.
Zwischen 1985 und 2001 war Holmes Mitglied der britischen Nationalmannschaft der Schwimmer; fünf Jahre war er Mannschaftskapitän. Für Großbritannien nahm er zwischen 1988 und 2000 an insgesamt vier Paralympischen Spielen teil. Bei den Paralympischen Spielen gewann er insgesamt neun Goldmedaillen, sechs bei den Sommer-Paralympics 1992 in Barcelona und drei bei den Sommer-Paralympics 1996 in Atlanta, sowie fünf Silbermedaillen und eine Bronzemedaille. Er ist Inhaber von insg. 7 Weltrekorden, 10 Europäischen Rekorden und 2 Olympia-Rekorden.
Er studierte Politikwissenschaften am King’s College der University of Cambridge, wo er einen Master-Abschluss erwarb. Die BBP Law School schloss er mit einem Diplom in Rechtswissenschaften ab. Sein Studienschwerpunkt an der BBP Law School war Handelsrecht. Von 1994 bis 2000 arbeitete er als freiberuflicher Journalist. Von 1995 bis 1997 war er Projektbetreuer (Project Consultant) des Royal Mail Olympic Sponsorship Team. Von 2002 bis 2009 war er als Solicitor bei der Rechtsanwaltssozietät Ashurst in London tätig. Zu seinen juristischen Fachgebieten gehörten Arbeitsrecht, betriebliche Altersvorsorge und Rentenrecht (Employment and Pensions Law).
Im August 2009 wurde er zum „Director of Paralympic Integration“ bei den Olympischen Sommerspielen 2012 und den Sommer-Paralympics 2012 in London ernannt. Holmes war außerdem seit 2002 Commissioner der Disability Rights Commission.
1993 wurde Holmes in der alljährlichen New Year Honours List zum Member des Order of the British Empire ernannt, in Anerkennung seiner Verdienste für den Schwimmsport für Menschen mit Behinderungen („For services to Swimming for the Disabled.“).

## Mitgliedschaft im House of Lords
Im August 2013 wurde bekanntgegeben, dass Holmes zum Life Peer ernannt und für die Conservative Party Mitglied des House of Lords werden sollte. Er wurde als sog. „Working Peer“ berufen. Am 13. September 2013 wurde er als Baron Holmes of Richmond, of Richmond in the London Borough of Richmond upon Thames, zum Life Peer erhoben und ist dadurch seither Mitglied des House of Lords. Am 30. Oktober 2013 wurde er, mit Unterstützung von Kenneth Baker, Baron Baker of Dorking, und Paul Deighton, Baron Deighton, offiziell ins House of Lords eingeführt.